# 富士学会
富士学会（ふじがっかい、英名 Japan Society of Fujiology ）は、2002年に発足した富士学に関する学会。 
事務局を東京都世田谷区桜上水3-25-40日本大学文理学部地理学教室地域環境政策研究室内に置いている。

## 目的
富士学の樹立と育成、国民的公益の増進
- 富士山の本質と全体像の探求、内外に多数存在する広義の富士との比較研究
- 富士地域の生活と文化の向上、環境保全・防災、地域の活性化に適した教育・福祉・観光・保養等の事業と産業の振興
- 国際的文化交流と親善の発展

## 事業
学術大会・討論会・講習会・見学などの開催、会誌・図書などの出版、関連教育・文化活動への協力と支援、内外関連団体との交流・情報交換など

## 学会誌
- 『富士学研究』

## 関連団体
- 環境NPO富士山クラブ 　2002年、富士学会に参加
- NPO法人富士山エコネット

## 備考
富士山南面の凍土消滅 – 山頂の気温が33年間で1.3度上昇
富士山の景観・観光研究－「富士山の美しい形の源泉 ―”DNA”というべきものはあるか―」　
　(富士学研究掲載)　　　　　「大規模観光地におけるエコツーリズム推進の効果と課題」
　　　　　　　　　　　　　　　　　「富士山観光登山における災害遭遇の危険性認識」
　　　　　　　　　　　　　　　　　「観光地における道の駅の機能とその役割―富士山周辺の事例―」
　　　　　　　　　　　　　　　　　「富士山周辺における競技会の実態」
　　　　　　　　　　　　　　　　　「富士山における外国人登山者の現状―2008-2012のモニタリング調査から―」
　　　　　　　　　　　　　　　　　「富士市からみた富士山の景観阻害要因に関する研究」
　　　　　　　　　　　　　　　　　「富士山周辺における道の駅の立地と特性」
　　　　　　　　　　　　　　　　　「エコツーリズム推進地域における自然保護と地域開発に対する意識―小笠原諸島における観光客と地域住民の意識―」
　　　　　　　　　　　　　　　　　「わが国における高齢者のアクティブな社会活動―アクセスディンギーの普及とセイラビリティ活動の展開―」　　